# Kidō Senshi Gundam: Cross Dimension 0079
Kidō Senshi Gundam: Cross Dimension 0079 (機動戦士ガンダム CROSS DIMENSION 0079) est un jeu vidéo du type tactical RPG développé et édité par Bandai en 1995 sur Super Nintendo. C'est une adaptation en jeu vidéo de la série basée sur l'anime Mobile Suit Gundam,.